# .NET Compact Framework
Microsoft .NET Compact Framework (マイクロソフト ドットネット コンパクト フレームワーク、.NET CF)とは、Microsoftが開発し、Windows CEベースのモバイル・組み込みデバイス上で動作するように設計された、アプリケーション開発・実行環境。

## 概要
.NET Compact Frameworkは、いくつかのフル版.NET Frameworkのクラスライブラリと、Windows CE InputPanel等のモバイルデバイスに特化したライブラリを使用する。しかし、.NET Compact Frameworkが持つライブラリは.NET Frameworkの完全なコピーではなく、より少ないスペース、リソース環境下において使用できるよう縮小されている。

### 特徴
.NET Frameworkと比較すると、スマートデバイスでは不必要な機能・APIなどがサポートされない代わりに、メモリやCPUサイクルなどの面がバッテリ動作機器向けに最適化されていたり、赤外線接続（IrDA）がサポートされるなど、全体として携帯情報端末向けに特化している。

### 互換性
プラットフォームがMicrosoft .NET Compact Frameworkランタイムをサポートしなければ、.NET Compact Frameworkによってアプリケーションを動作させる事は出来ない。.NET Compact Frameworkを含むオペレーティングシステムには、Windows CE 4.1、Microsoft Pocket PC、Microsoft Pocket PC 2002、Smartphone 2003がある。.NET Compact Frameworkアプリケーションは、フルセット.NET Frameworkと.NET CFの両フレームワークが共有する機能のみを使用する場合に限り、デスクトップコンピュータ上でも動作させる事ができる。この時、デスクトップPC上での操作に特化したユーザーインターフェースにアップグレードするような事はない。

### 開発環境
Visual Studio.NET 2003、Visual Studio 2005、Visual Studio 2008、Visual Studio 2012等の開発環境において、.NET Compact Frameworkを用いたアプリケーションを開発できる。

## リリース履歴
| .NET バージョン名 | バージョン番号 | リリース日                          |
| ----------------- | -------------- | ----------------------------------- |
| 1.0 RTM           | 1.0.2268.0     | 2002年後半                          |
| 1.0 SP1           | 1.0.3111.0     | 2003年                              |
| 1.0 SP2           | 1.0.3316.0     | 不明                                |
| 1.0 SP3           | 1.0.4292.0     | 2005年1月                           |
| 2.0 RTM           | 2.0.5238.0     | 2005年10月                          |
| 2.0 SP1           | 2.0.6129.0     | 2006年6月                           |
| 2.0 SP2           | 2.0.7045.0     | 2007年3月                           |
| 3.5 Beta 1        | 3.5.7066.0     | 2007年5月                           |
| 3.5 Beta 2        | 3.5.7121.0     | 不明                                |
| 3.5 RTM           | 3.5.7283.0     | 2007年11月19日                      |
| 3.5               | 3.5.7283.0     | 2008年1月25日                       |
| 3.5               | 3.5.9198.0     | 2009年7月20日                       |
| 3.5               | 3.5.10181.0    | 不明 (ホットフィックス, 2010年 7月) |
| 3.5               | 3.5.11125.0    | 不明 (ホットフィックス, 2011年 5月) |
| 3.7               | 3.7.0.0        | 2009年6月8日18:38                   |
| 3.7               | 3.7.8345.0     | 2009年                              |
| 3.9               | 不明           | 不明                                |